# Gunpei Yokoi
Gunpei Yokoi, alternativ transkribering Gumpei Yokoi (横井 軍平), född 10 september 1941 i Kyoto, Japan, död 4 oktober 1997 i Komatsu, Japan (bilolycka), var en av Nintendos viktigaste anställda. Han skapade bland annat spelserierna Kid Icarus och till en viss del Metroid, och han var producenten bakom det första Metroidspelet.
Under sin tid som anställd hos Nintendo utvecklade han Game & Watch och Game Boy, och även styrkorset. Han utvecklade även det kommersiella fiaskot Virtual Boy, av många kallat Nintendos första flopp. Fire Emblem: Seisen no Keifu var det sista spelet han någonsin arbetade med.
1996 lämnade han Nintendo för att starta ett eget företag, Koto. Han utvecklade där den bärbara konsolen Wonderswan. Till Gunpei Yokois ära döptes det första Wonderswanspelet till "Gunpey".

### Fotnoter
1. 1 2  Peter Ottsjö (14 juli 2015). ”Gjorde spelvärlden till en gladare plats”. Aftonbladet. http://www.aftonbladet.se/nojesbladet/spela/article21117181.ab. Läst 18 mars 2017.
2. ↑  Ron Duwell (11 juni 2016). ”The WonderSwan Color is the wonderful, failed, Japan-only handheld” (på engelska). Technobuffalo. Arkiverad från originalet den 19 mars 2017. https://web.archive.org/web/20170319112416/https://www.technobuffalo.com/2016/06/11/wonderswan-color-japanese-handheld-game-console/. Läst 18 mars 2017.